# Аоста
Ао́ста / Ао́ст (італ. Aosta, фр. Aoste, арп. Aoûta) — місто та муніципалітет в Італії, столиця регіону Валле-д'Аоста.
Тортолі розташована на відстані близько 600 км на північний захід від Риму.

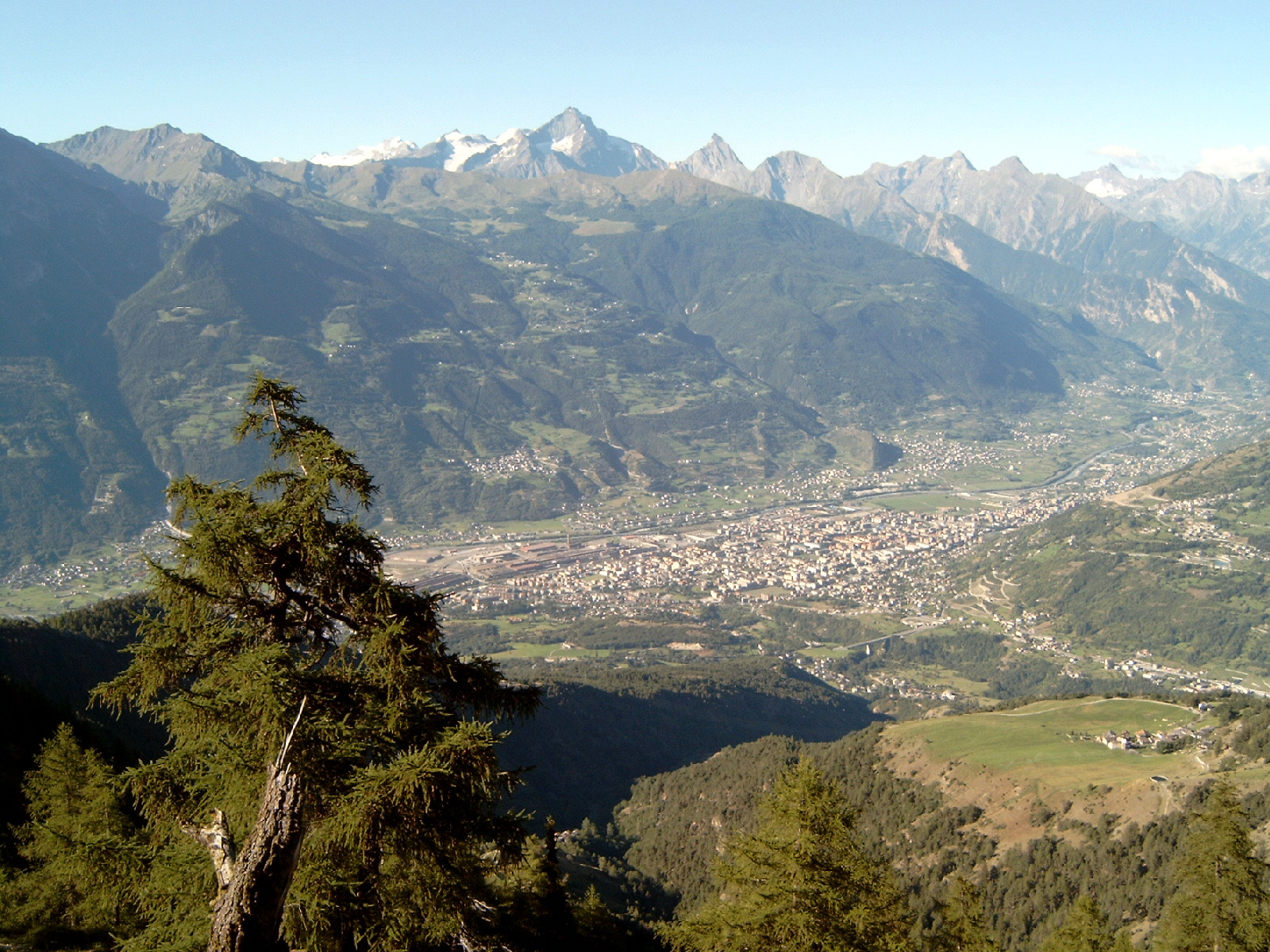

Населення — 34 777 осіб (2014). Щорічний фестиваль відбувається 7 вересня. Покровитель — Saint Grat.

## Історія
Вузькі вулиці і незграбні будівлі надають місту похмурий, непривітний вигляд. Аоста в давнину була головним містом салассів, які заступили римлянам доступ в Галію і тому зазнали їх нападу під керівництвом Аппія Клавдія (в 143 до н. е.). В покарання за часті протести проти римського панування Август в 26 р. до н. е. наказав Теренцію Варро взяти місто і зруйнувати його. На його місці 3000 солдатів преторіанської когорти заснували згодом місто, назване ними Августа Преторія (Augusta Prætoria Salassorum), яке мало велике значення як важлива фортеця. У наступні часи доля міста була тісно пов'язана з історією лангобардів та італійських прикордонних областей.

## Демографія
Населення за роками:

Станом на 1 січня 2023 року в муніципалітеті офіційно проживало 3038 іноземців з 96 країн, серед них 891 громадянин країн Євросоюзу та 171 громадянин України.

## Клімат
| AOSTA/AOSTE      | Місяці | Місяці | Місяці | Місяці | Місяці | Місяці | Місяці | Місяці | Місяці | Місяці | Місяці | Місяці | Пора | Пора | Пора | Пора | Рік  |
| AOSTA/AOSTE      | Січ    | Лют    | Бер    | Кві    | Тра    | Чер    | Лип    | Сер    | Вер    | Жов    | Лис    | Гру    | Зим  | Вес  | Літ  | Осі  | Рік  |
| ---------------- | ------ | ------ | ------ | ------ | ------ | ------ | ------ | ------ | ------ | ------ | ------ | ------ | ---- | ---- | ---- | ---- | ---- |
| Темп. макс. (°C) | 4.5    | 7.0    | 11.5   | 15.4   | 20.9   | 24.1   | 26.7   | 24.7   | 20.8   | 14.5   | 8.4    | 5.5    | 5.7  | 15.9 | 25.2 | 14.6 | 15.3 |
| Темп. мін. (°C)  | -3.2   | -0.8   | 2.8    | 6.5    | 10.5   | 13.6   | 15.8   | 14.3   | 12.0   | 6.8    | 1.8    | -1.4   | -1.8 | 6.6  | 14.6 | 6.9  | 6.6  |

## Персоналії
- Ансельм Кентерберійський (1033—1109) — теолог і філософ італійського походження, бенедиктинець, архієпископ Кентерберійський з 1093 до 1109 року
- Серджо Пелліссьє (* 1979) — італійський футболіст, нападник, згодом — спортивний функціонер
- Ганс Ніколуссі (* 2000) — італійський футболіст, півзахисник.

## Сусідні муніципалітети
- Шарвансо
- Жиньо
- Грессан
- Поллен
- Руазан
- Сен-Кристоф
- Сарр